# Apolônio de Éfeso
Apolônio de Éfeso (em latim: Apollonius Ephesus; fl. 180-210) foi um escritor eclesiástico grego anti-montanista, provavelmente da Ásia Menor. Talvez era bispo do Éfeso, supondo que o autor anônimo da obra Predestinado estava certo, mas há dúvidas quanto a isso. Sua obra foi citada e elogiada por Eusébio de Cesareia e Jerônimo de Estridão. Ela, porém, não sobreviveu e só é conhecida por essas citações.

## Vida e obra

Templo de Ártemis em Éfeso

Apolônio floresceu entre 180 e 210, talvez na Ásia Menor, pois estava familiarizado com a história cristã do Éfeso e com os feitos dos montanistas frígios. O autor anônimo do Predestinado (Praedestinatus) afirmou que era bispo do Éfeso, mas tal testemunho parece duvidoso. Ele se dedicou a defender a igreja contra Montano e seguiu os passos de Zótico de Comana, Juliano de Apameia, Sotas de Anquíalo e Apolinário de Hierápolis. Sua obra foi citada por Eusébio em História Eclesiástica e elogiado por Jerônimo de Estridão em Dos Homens Ilustres, mas foi perdida, e nem mesmo seu título é conhecido. Provavelmente tratava de erros nas profecias de Montano e recontava as histórias pouco edificantes de Montano e suas profetisas. Também deu crédito ao boato de que teria se suicidado por enforcamento e lançou alguma luz sobre os seguidores da seita, incluindo o apóstata Têmiso e o pseudo-mártir Alexandre. O primeiro, tendo escapado do martírio com dinheiro, se colocou como inovador endereçando uma epístola aos seus partidários copiando a forma dos Doze Apóstolos e finalmente blasfemou contra Jesus e a Igreja Católica; o segundo, um notório ladrão, condenado publicamente em Éfeso, era adorado como deus por muitos. Segundo Eusébio, Apolônio falou em sua obra sobre Zótico, que havia tentado exorcizar Maximila, mas foi impedido por Têmiso, e sobre o bispo-mártir Tráseas, outro anti-montanista.
É provável que sua obra tenha dado o primeiro passo sobre o qual o movimento anti-montanista organizou a primeira reunião do sínodo. De toda forma, relembra a tradição que afirmava que Jesus teria recomendado aos apóstolos que não viajassem para muito longe de Jerusalém durante os doze anos seguintes à Sua ascensão, uma tradição que já era conhecida de Clemente de Alexandria pelo apócrifo Predicação de Pedro (Praedicatio Petri). Além disso, reconta a ressurreição de um morto em Éfeso pelo apóstolo João, cujo Apocalipse conhecia e cita. É colocado ombro-a-ombro com os demais oponentes do montanismo, assim como o "anônimo" de Eusébio, Milcíades e Apolinário. Eusébio diz que sua obra é  "uma refutação abundante e suficiente do montanismo". Jerônimo a qualificou como "um volume comprido e admirável". Entretanto, não passou despercebida e gerou alguma reação entre os montanistas dado que Tertuliano achou necessário responder. Após seis livros peri ekstaseos, em que apologizou sobre os êxtases em que as profetisas montanistas entravam antes de profetizar, Tertuliano compôs um sétimo especialmente para refutar Apolônio; o escreveu também em grego para que pudesse ser utilizado pelos montanistas da Ásia Menor.